# Fenua Tapu
Fenua Tapu mit dem Ort Tanrake ist eine Riffinsel des Nui-Atolls im pazifischen Inselstaat Tuvalu.

## Geographie
Fenua Tapu ist die Hauptinsel im Süden des Atolls. Sie zieht sich von Westen im Bogen nach Osten. Die Hauptansiedlung (Nui Malae) der Insel mit Schule, Krankenstation und Kirche liegt am Westende, wohin auch ein Bootskanal angelegt wurde, während im Osten vor allem Kokosplantagen liegen. Nach Nordosten schließt sich Pongalei an.